# يورغن بيترسون
يورغن بيترسون (بالسويدية: Jörgen Pettersson)‏ هو مدرب كرة قدم ولاعب كرة قدم سويدي في مركز الهجوم، ولد في 29 سبتمبر 1975 في Kävlinge Municipality ‏ في السويد. شارك مع منتخب السويد لكرة القدم. أما مع النوادي، فقد لعب مع بوروسيا مونشنغلادباخ ونادي كايزرسلاوترن ونادي كوبنهاغن ونادي مالمو.

## وصلات خارجية
- يورغن بيترسون على موقع الاتحاد الدولي (مؤرشف)  (الإنجليزية)
- يورغن بيترسون على موقع الاتحاد الأوربي (الإنجليزية)
- يورغن بيترسون على موقع اتحاد السويد (السويدية)
- يورغن بيترسون على موقع قاعدة بيانات كرة القدم.إي يو (الإنجليزية)
- يورغن بيترسون على موقع بيانات كرة القدم. دي إي (الألمانية)
- يورغن بيترسون على موقع ناشيونال فوتبول تيمز (الإنجليزية)
- يورغن بيترسون على موقع Soccerway.com (الإنجليزية)